# Expansion du bouddhisme via la route de la soie
 (janvier 2017).
- Si vous ne connaissez pas le sujet, laissez ce bandeau (vous pouvez alors contacter les auteurs).
- Si vous supprimez le contenu mis en cause (vous pouvez préalablement contacter les auteurs),

argumentez précisément cette suppression dans la page de discussion
(un manque de référence n'est pas un argument ; une recherche réelle de référence doit avoir été effectuée, être formellement documentée).

L'expansion du bouddhisme en Asie. Le bouddhisme mahāyāna est le premier à pénétrer en Chine, via la route de la soie.

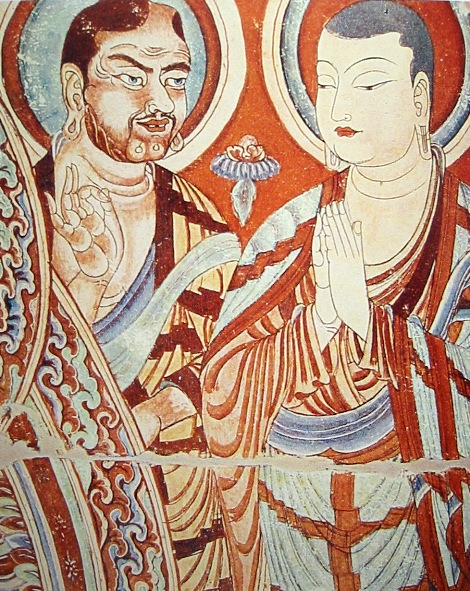
Fresque provenant des grottes des mille Bouddhas de Bezeklik et datant du IXe siècle, représentant un moine d'Asie centrale aux yeux bleus, enseignant à un moine d'Asie de l'Est. Lorsque l'archéologue allemand Albert von Le Coq découvre les grottes en 1913, il pense que le moine roux aux yeux bleus est un Tokharien. Les chercheurs modernes ont trouvé d'autres représentations ayant le même type caucasien dans la grotte no 9 du même site et les ont identifiés comme étant des Sogdiens, un peuple est-iranien qui habitait à Tourfan et qui a subsisté comme minorité ethnique lorsque la ville était sous la domination de la dynastie Tang au et sous domination des Ouïghours du.

Le bouddhisme mahāyāna arrive en Chine par la route de la soie, au début du Ier ou IIe siècle, pendant la dynastie Han,.
Selon les chroniques de l'époque, les premiers travaux de traduction effectués par des moines bouddhistes en Chine datent du IIe siècle et sont tous l'œuvre d'étrangers. Il s'agit probablement d'une des conséquences de l'expansion de l'Empire kouchan dans le territoire sous domination chinoise du bassin du Tarim.
Le contact direct entre le bouddhisme d'Asie centrale et le bouddhisme chinois se poursuit du IIIe au VIIe siècle, jusqu'au début de la dynastie Tang. Dès le IVe siècle, avec le pèlerinage de Faxian en Inde (395-414) et plus tard celui de Xuanzang (629-644), les pèlerins chinois commencent à voyager seuls au nord de l'Inde, là où est né le bouddhisme, afin d'obtenir un meilleur accès aux écrits originaux.
À cette époque, la région du Gandhara, où passe la plus grande partie de la route terrestre reliant le nord de l'Inde a la Chine, est contrôlée par l'Empire kouchan, puis, après la chute de ce dernier, par l'Empire Gupta.
À partir du VIIe siècle, se répand en Chine le bouddhisme vajrayāna, un courant de pensée bouddhiste plus ésotérique né en Inde et influencé par les tantras. Le bouddhisme tibétain, qui naît au VIIIe siècle, est également une branche du vajrayāna. C'est également à partir de cette époque que la transmission du bouddhisme par la route de la soie commence à décliner, à la suite de la conquête musulmane de la Transoxiane, qui entraîne la création du Khaganat ouïghour durant les années 740.
À cette époque, le bouddhisme indien lui-même est en déclin en raison de la résurgence de l'hindouisme d'une part et de l'expansion musulmane de l'autre. En Chine, après la chute de la dynastie Tang au IXe siècle, le bouddhisme est réprimé, mais pas avant d'avoir, à son tour, permis l'apparition des écoles bouddhistes coréennes et japonaises.

## La transmission du bouddhisme

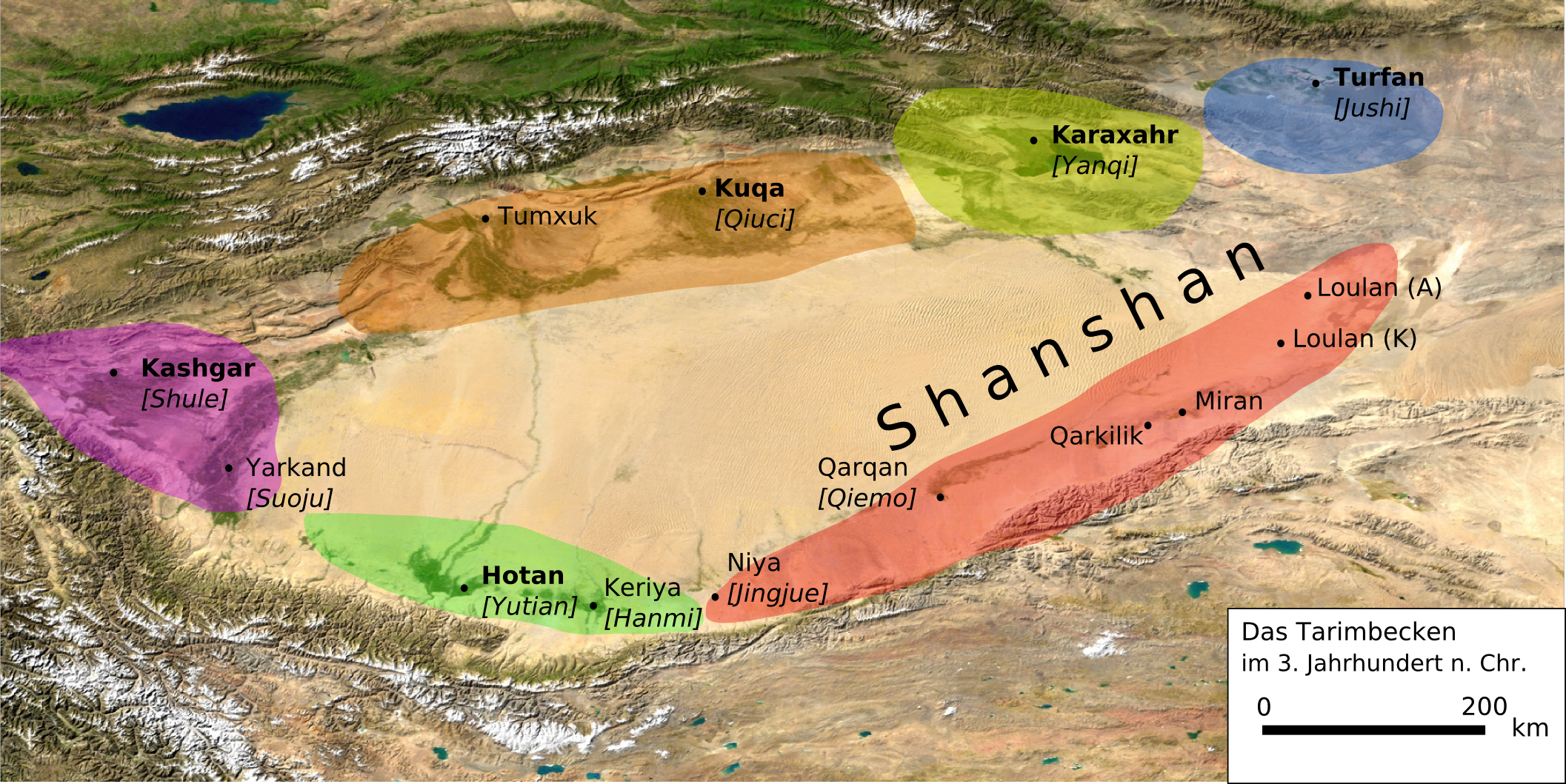
Les royaumes du bassin du Tarim au IIIe siècle, qui servent de lien entre la Chine et l'Empire kouchan. Il s'agit des royaumes et cité-états de : Kashgar, Kucha, Khotan, Karachahr, Shanshan et Tourfan.

### Premiers contacts
Le bouddhisme arrive en Chine par la route de la soie, apporté par des moines bouddhistes qui voyagent avec les caravanes marchandes passant par cette route et veulent prêcher leur nouvelle religion. Le commerce lucratif de la soie chinoise le long de cette route commerciale commence pendant la dynastie Han (206 av. J.-C. - 220 apr. J.-C.) avec d'une part la fondation par les successeurs d'Alexandre le Grand d'une série de royaumes hellénistiques (323 av. J.-C. - 63 av. J.-C.) au proche et Moyen-Orient et d'autre part la conquête du bassin du Tarim par la Chine à la suite de la guerre Han–Xiongnu. Il en résulte la création de réseaux commerciaux s'étendant de la Méditerranée à l'Afghanistan moderne et au Tadjikistan, jusqu'aux frontières de la Chine. C'est dans les puissants royaumes gréco-bactriens (250 av. J.-C. - 125 av. J.-C.) en Afghanistan et les derniers royaumes indo-grecs (180 av. J.-C. - 10 apr. J.-C.) qu'est né le gréco-bouddhisme. Et pendant près de 300 ans, ces royaumes sont également la première étape de la route de la soie, une fois sortis des terres sous domination chinoise.
La transmission du bouddhisme à la Chine par la route de la soie commence au Ier siècle av. J.-C., avec un récit semi-légendaire d'une ambassade envoyée vers l'Occident par l'empereur chinois Han Mingdi (58 - 75 av. J.-C.). Toutefois, l'historien Michael Loewe remet en cause la véracité de ce récit :

« On peut supposer que les voyageurs ou les pèlerins ont apporté le bouddhisme le long des routes de la soie. Mais rien ne permet de dire que cela a eu lieu dès la première période où ces routes ont été ouvertes, c'est-à-dire vers 100 av. J.-C. Les premières références directes au bouddhisme concernent le Ier siècle apr. J.-C., mais elles incluent des éléments hagiographiques et ne sont pas nécessairement fiables ou exactes. »

Les contacts prolongés commencent cependant durant le IIe siècle, probablement à la suite de l'expansion de l'empire Kouchan, qui est gréco-bouddhiste, sur le territoire chinois du bassin du Tarim. Cette expansion militaire et politique est couplée aux efforts missionnaires d'un grand nombre de moines bouddhistes d'Asie centrale, qui arrivent sur ces terres chinoises. Les premiers missionnaires et traducteurs d'écrits bouddhistes en chinois sont des Parthes, des Kouchans, des Sogdiens ou des Koutchéens.

### Missionnaires d'Asie centrale

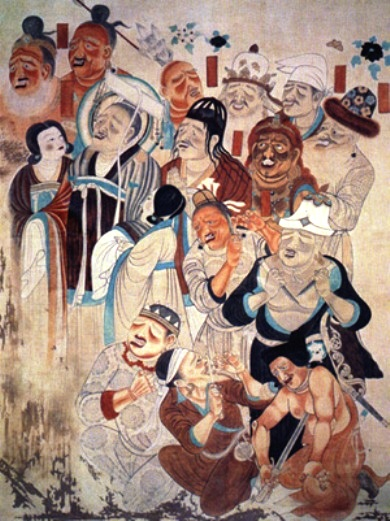
Habitants de la route de la soie. Grottes de Mogao, Dunhuang, Chine, IXe siècle

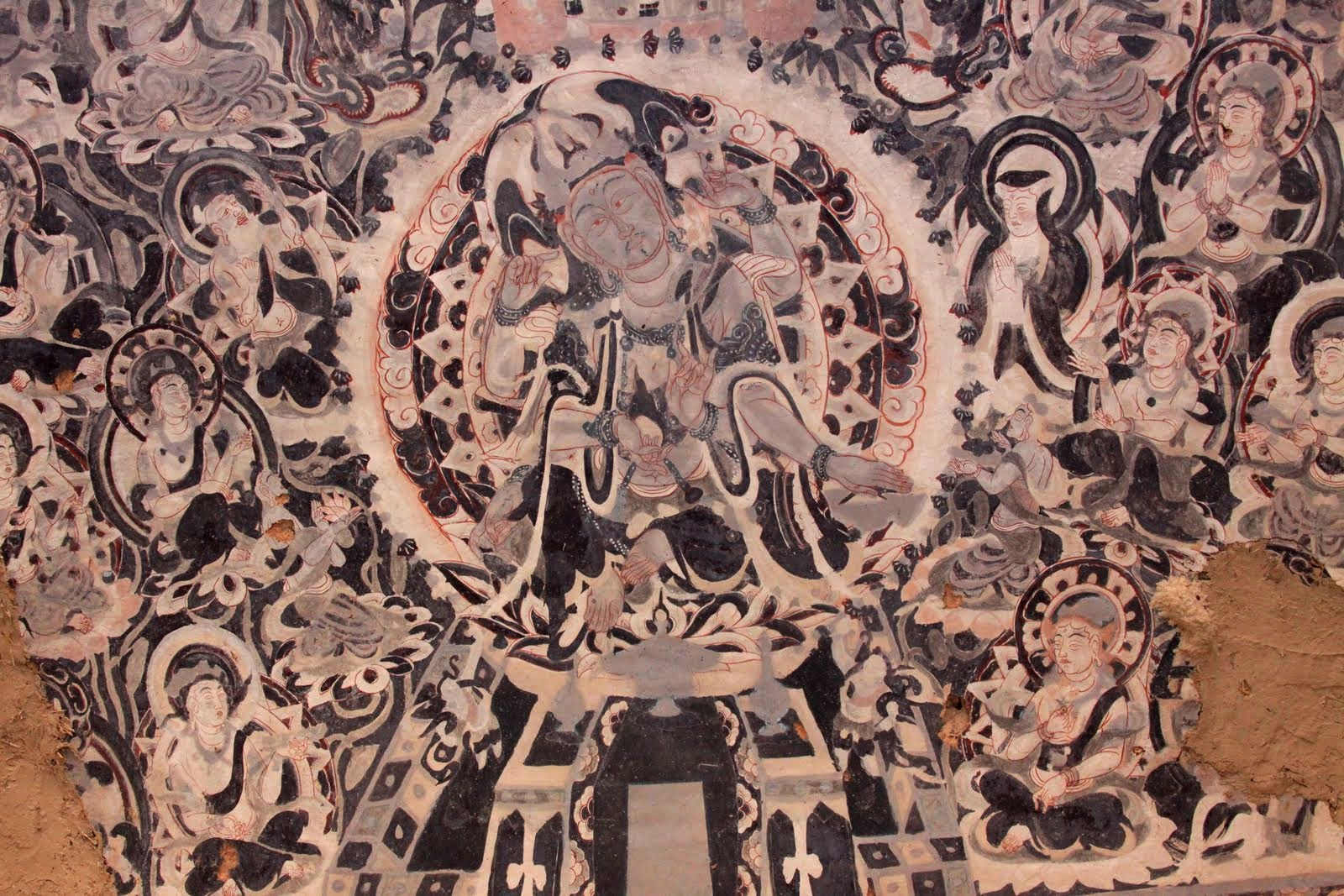
Peinture murale représentant un Bodhisattva. Peinture chinoise avec des influences venant d'Asie centrale. Grottes de Mogao, Dunhuang, Chine, IXe siècle

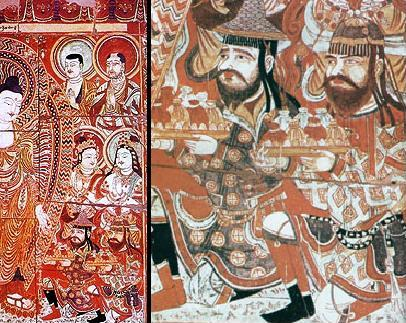
fresque détaillée représentant des donateurs sogdiens faisant une offrande au Bouddha. Bezeklik, bassin du Tarim oriental, Chine, VIIIe siècle

Au milieu du IIe siècle, l'Empire kouchan est dirigé par le roi Kanishka depuis Purushapura, sa capitale, ce qui correspond actuellement à la ville de Peshawar. Pendant le règne de Kanishka, les Kouchan s'implantent en Asie centrale et vont au-delà des régions de Kashgar, Khotan et Yarkand dans le bassin de Tarim ; soit une zone qui correspond actuellement à la région autonome du Xinjiang. Une des conséquences de cette expansion est l'augmentation considérable des échanges culturels. Peu de temps après, les missionnaires bouddhistes d'Asie centrale sont présents dans les capitales chinoises de Loyang et parfois Nankin, où ils se distinguent particulièrement par leur travail de traduction. Ils ont fait la promotion des écrits des écoles bouddhistes hīnayāna et mahāyāna. Trente-sept de ces premiers traducteurs de textes bouddhistes sont connus. Parmi eux, on trouve :
- An Shigao, un prince Parthe qui rédige les premières traductions connues des textes bouddhistes Hīnayāna en chinois (148-170)
- Lokakshema, un Kouchan qui est le premier à traduire les écrits du mahāyāna en chinois (167-186)
- An Xuan, un marchand parthe qui devient moine en Chine en 181
- Zhi Yao (vers 185), un moine Kouchan qui appartient à la deuxième génération de traducteurs, après Lokakṣema.
- Kang Meng-hsiang (194-207), le premier traducteur originaire du peuple Kangju
- Zhi Qian (220-252), un moine Kouchan dont le grand-père s'est installé en Chine en 168-190
- Zhi Yueh (c.230), un moine Kouchan qui travaille à Nanjing
- Kang Senghui (247-280), né à Jiaozhi (ou Chiao-chih), qui se situe près de l'actuelle ville de Hanoi. À l'époque de sa naissance, cet endroit est l'extrême sud de l'empire chinois. C'est le fils d'un marchand sogdien[10].
- Tan-ti (c.254), un moine parthe
- Po Yen (c.259), un prince koutchéen
- Dharmarakṣa (265-313), un Kouchan dont la famille a vécu pendant des générations à Dunhuang
- An Fachiin (281-306), un moine d'origine parthe
- Po Srimitra (317-322), un prince koutchéen
- Kumārajīva (vers 401), un moine koutchéen et l'un des plus importants traducteurs de textes bouddhistes
- Fotudeng (IVe siècle), un moine d'Asie centrale qui devient conseiller à la cour impériale chinoise
- Bodhidharma (440-528), le fondateur de l'école de bouddhisme Zen et, selon la légende, le créateur de l'entraînement physique suivi par les moines du monastère Shaolin. Ces moines ont par la suite créé le Kung-fu Shaolin. La plus ancienne référence faite à sujet remonte aux écrits de l'historien Yang Xuanzhi. C'est un moine originaire d'Asie centrale qu'Yang Xuanshi rencontre vers 520 à Loyang[11]. Dans l'art bouddhiste, Bodhidharma est représenté comme un barbare plutôt mauvais, avec une barbe abondante et de grands yeux. Il est désigné comme étant « Le barbare aux yeux bleus » (碧眼胡:Bìyǎn hú) dans les textes chinois Chán[12].
- Cinq moines de Gandhāra qui ont voyagé en 485 vers le pays de Fusang où ils ont introduit le bouddhisme. Fusang étant le pays de l'extrême est au-delà de la mer, il s'agit probablement du Japon[lower-alpha 1].
- Jnanagupta (561-592), un moine et traducteur originaire du Gandhara.
- Śikṣānanda (652-710 CE), un moine et traducteur originaire de Udyana, au Gandhara.
- Prajna (vers 810), un moine et un traducteur originaire de Kaboul qui a formé le japonais Kūkai en lui donnant accès aux textes bouddhistes en sanskrit.

### Premières traductions
Les premières traductions d'écrits bouddhistes, attestées par des sources historiques, datent de 148, lorsque An Shigao (Ch. 安世高), un prince parthe devenu moine et missionnaire bouddhiste, arrive à Luoyang, la capitale de l'empire chinois. Il cherche à fonder des temples bouddhistes dans la capitale et organise la traduction d'écrits bouddhistes en chinois, marquant ainsi le début d'une vague de prosélytisme bouddhiste en Asie centrale qui va durer plusieurs siècles. An Shigao traduit des textes bouddhistes portant sur les doctrines fondamentales, la méditation et l'Abhidhamma. An Xuan (en)(Ch. 安玄), un laïc parthe qui travaille aux côtés d'An Shigao, traduit également un des premiers textes bouddhistes mahāyāna, traitant de la voie à suivre pour un bodhisattva.
Le bouddhisme mahāyāna est le premier à se propager largement en Chine, grâce à l'action du moine kouchan Lokakshema (Ch. 支婁迦讖), qui est présent en Chine entre 164 et 186. Ce moine, qui vient de l'ancien royaume bouddhiste de Gandhāra, traduit des sutras mahāyāna très importants, comme le Sūtra Aṣṭasāhasrikā Prajñāpāramitā, ainsi que des sūtras Mahāyāna très rares sur des sujets tels que le samādhi  et des méditations sur le bouddha Akṣobhya. À l'heure actuelle, ces traductions de Lokakṣema permettent toujours d'avoir un aperçu de la première période du bouddhisme mahāyāna.

### Pèlerins chinois en Inde
Dès le IVe siècle, les pèlerins chinois commencent également à voyager par la route de la soie vers l'Inde, terre d'origine du bouddhisme, afin d'avoir accès aux écrits originaux. Selon des sources chinoises, le premier Chinois à être ordonné moine est Zhu Zixing (en), après qu'il est allé en Asie centrale en 260 pour partir découvrir le bouddhisme.
C'est seulement à partir du IVe siècle que les moines bouddhistes chinois commencent à voyager en Inde pour découvrir directement les textes et pratiques bouddhistes. Le pèlerinage de Faxian vers l'Inde (395-414) est censé être le premier véritablement important. Il part le long de la route de la soie, reste six ans en Inde, puis retourne en Chine par la route maritime. Quelques siècles plus tard, Xuanzang (629-644) et Hyecho voyagent de la Corée à l'Inde.
Le plus célèbre des pèlerins chinois est Xuanzang (629-644), dont le travail de traduction important et précis définit une « nouvelle période de traduction » par rapport aux œuvres traduites via l'Asie centrale. Il laisse également un compte rendu détaillé de ses voyages en Asie centrale et en Inde. Les récits légendaires du saint prêtre Xuanzang sont décrits dans le fameux roman la Pérégrination vers l'Ouest, qui décrit ce voyage de manière très romancée en incluant l'intervention de plusieurs démons et la présence de divers disciples aux côtés du pèlerin.

### Le rôle des marchands
Pendant les Ve et VIe siècles, les marchands jouent un grand rôle dans la diffusion des religions et en particulier du bouddhisme. Les marchands trouvent dans les enseignements moraux et éthique du bouddhisme une alternative attrayante aux religions antérieures. En conséquence, ils aident les monastères bouddhistes présents le long des routes de la soie et en retour les bouddhistes offrent aux marchands un endroit où se reposer tandis qu'ils voyagent de ville en ville. En plus d'aider ces monastères, les marchands font œuvre de prosélytisme et initient au bouddhisme les étrangers qu'ils rencontrent pendant leurs voyages. Les marchands participent également à la création d'une diaspora bouddhiste au sein des communautés qu'ils rencontrent et au fil du temps, ils développent une culture basée sur le bouddhisme. C'est ainsi que ces communautés de marchands deviennent des centres d'alphabétisation et de culture avec des marchés, des logements et des zones de stockage bien organisés. La transmission du bouddhisme via la route de la soie prend fin pour l'essentiel vers le VIIe siècle, avec la montée en puissance de l'Islam en Asie Centrale.

### Déclin du bouddhisme
Le bouddhisme en Asie centrale commence à décliner vers le VIIe siècle, à la suite de la conquête musulmane de la Transoxiane. Le tournant a lieu lors de la révolte d'An Lushan en 755, une guerre civile particulièrement violente qui amène les Chinois de la dynastie Tang à rapatrier la plupart des troupes présentes dans la région pour les redéployer autour de la capitale chinoise afin de la protéger contre les rebelles. Ce repli chinois laisse le champ libre aux musulmans.
L'expansion musulmane dans la région entraîne également l'extinction de la culture bouddhiste locale dans le bassin du Tarim, au cours du VIIIe siècle.
La transmission des savoirs par la route de la soie entre le bouddhisme oriental et le bouddhisme indien prend donc fin au VIIIe siècle; d'une part parce que l'Islam en Asie centrale réprime le bouddhisme tout le long de la route de la soie, mais aussi parce que les bouddhismes d'Inde et de Chine sont en déclin à cette époque.
Dès le IXe siècle, les diverses écoles bouddhistes qui ont survécu commencent à évoluer indépendamment l'une de l'autre. La culture chinoise absorbe progressivement les enseignements bouddhiques, amenant le développement d'une école bouddhiste fortement imprégnée par les particularismes chinois.
Dans la partie orientale du bassin du Tarim, le bouddhisme d'Asie centrale survit durant la période médiévale tardive, grâce à une série de royaumes et d'empires qui en font leur religion. Le premier d'entre eux est le royaume Oïghour et bouddhiste de Kara-Khoja. Les grottes des Mille Bouddhas de Bezeklik datent de cette époque. Ensuite, le bouddhisme devient l'une des religions de l'Empire mongol et du Khanat de Djaghataï puis, par l'intermédiaire des Oirats, la religion des Kalmouks, qui s'installent sur les rives de la mer Caspienne au XVIIe siècle.
De fait, en dehors de ces quelques cas particuliers, le bouddhisme d'Asie centrale survit principalement au Tibet et en Mongolie.

## Influences artistiques

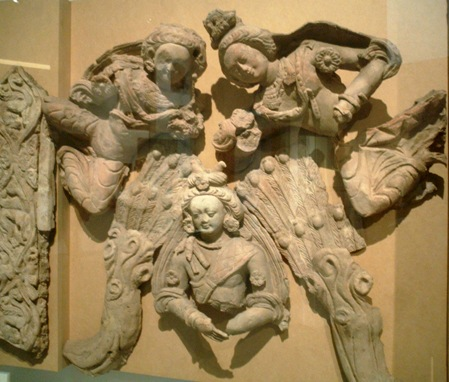
"La geste héroïque du Bodhisattva", terre cuite du, Tumshuq, Xinjiang

Les efforts des missionnaires d'Asie centrale le long de la route de la soie sont accompagnés par une multiplication des influences artistiques, qui sont visibles dans le développement de l'art serindien du IIe au XIe siècle, dans le bassin du Tarim.
L'art serindien dérive de l'art gréco-bouddhiste du Gandhara, une région qui correspond maintenant à l'Afghanistan et au Pakistan. Cet art combine les influences indiennes et grecques.
Des variantes très sinisées de ce syncrétisme peuvent également être trouvées dans les portions orientales du bassin du Tarim, par exemple à Dunhuang.
Actuellement, on peut trouver les traces des influences artistiques provenant de la route de la soie jusqu'au Japon, par exemple dans des motifs architecturaux ou des représentations de dieux japonais..

## Le bouddhisme dans le Livre des Han postérieurs
C'est dans le « Livre des Han postérieurs », compilé au Ve siècle par Fan Ye (398-446), que sont compilées les premières archives couvrant le début du bouddhisme chinois. Cette histoire rapporte que vers l'an 65, le bouddhisme est pratiqué à la cour de l'empereur Han Mingdi (r. 58-75) à Luoyang, ainsi qu'à la cour de son demi-frère Liu Ying, le roi de Chu (r. 41-70), qui est située à Pengcheng.
Le contenu du « Livre des Han postérieurs » a donné lieu à des discussions sans fin sur la transmission par voie maritime ou terrestre du bouddhisme et les origines du bouddhisme en Inde ou en Chine.

### Le livre des Han postérieurs
La plus ancienne référence au bouddhisme dans la littérature historique chinoise apparait dans la biographie de Liu Ying, le roi de Chu, dans le « Livre des Han postérieurs ». Il y est écrit qu'Ying est profondément intéressé par le taoïsme, qu'il observe le jeûne et fait des sacrifices au Bouddha. Liu Ying porte un intérêt profond au taoïsme Huanglao (黄 老子), tout en "observant le jeûne et les sacrifices dédiés au Bouddha.". Le Huanglao ou Huanglaozi (黄老子) est un courant de pensée chinoise né durant la période des Royaumes combattants et influent au début de la dynastie Han, ayant principalement des affinités légistes et taoïstes. Les tenants du Huanglao vénèrent à la fois Huangdi et Laozi, qu'ils élèvent au rang de dieu. Ce courant de pensée est associé à des méthodes connues sous le nom de fangshi, qui peuvent être rattachées à la magie et à l'alchimie et aux techniques xian visant à transcender le corps et obtenir l'immortalité physique. L'historien Erik Zürcher explique l'intérêt de Ying pour le bouddhisme de la manière suivante :

« Pour Liu Ying et les dévots chinois de sa cour, les cérémonies « bouddhistes » du jeûne et des sacrifices n'étaient probablement qu'une variante des pratiques taoïstes existantes, ce mélange particulier d'éléments bouddhistes et taoïstes étant caractéristique du bouddhisme Han dans son ensemble. »

.
En l'an 65, l'empereur Mingdi publie un édit décrétant qu'à toute personne soupçonnée d'un crime capital serait donnée une occasion de rédemption. Après la publication de l'édit, le roi Ying envoie trente rouleaux de soie à l'empereur. La biographie de Liu Ying cite l'édit de Mingdi, louant son jeune frère après l’envoi desdits rouleaux :

« Le roi de Chu récite les mots subtils du Huanglao et effectue respectueusement les sacrifices qui sont doux au Bouddha. Après trois mois de purification et de jeûne, il a fait une alliance solennelle (ou un vœu 誓) avec les esprits. Quelle antipathie ou soupçon (de notre part) pourrait-il y avoir, pour qu'il doive se repentir (de ses péchés) ? Que la soie qu'il a envoyée pour sa rédemption lui soit retournée, pour contribuer ainsi au divertissement somptueux des 'upâsakas' ( yipusai  伊 蒲 塞) et  śramaṇa  ( sangmen  桑 門) »

.
En l'an 70, le roi Ying est impliqué dans un complot contre l'empereur et condamné à mort ; mais Mingdi préfère l'exiler vers le sud à Danyang, dans l'actuelle province de l'Anhui, avec ses courtisans. C'est là qu'Ying se suicide en 71. La communauté bouddhique de Pencheng survit malgré la mort de Ying et vers 193, le seigneur de guerre Zhai Rong fait construire un énorme temple bouddhiste « qui peut accueillir plus de trois mille personnes, qui étudient et lisent des écrits bouddhistes ».
En dehors de la biographie du roi de Chu, le « Livre des Han postérieurs » de Fan Ye cite une tradition « actuelle », c'est-à-dire datant du Ve siècle, voulant que l'empereur Mingdi a eu un rêve prophétique concernant un « homme d'or » nommé Bouddha. Ce texte apparaît dans la section du Livre nommé « La Chronique des régions occidentales » et plus précisément dans la partie concernant « Le Royaume de Tianzhu » (天竺), qui est situé au nord-ouest de l'Inde. C'est précisément cette section qui résume les origines du bouddhisme en Chine. Par contre, on ne trouve aucune trace de ce rêve dans les "Annales de l'empereur Ming". En ce qui concerne les textes apocryphes, ils donnent des récits divergents sur les envoyés impériaux envoyés en Inde, la manière dont ils reviennent avec deux moines bouddhistes, la liste des sutras en sanskrit qu'ils ramènent, y compris le Sūtra en quarante-deux articles, portés par des chevaux blancs et les conditions de la fondation du Temple du cheval blanc.

#### Transmission par voie terrestre ou maritime
Depuis que le « Livre des Han postérieurs » a présenté deux récits divergents sur la façon dont le bouddhisme est arrivé en Chine pendant la dynastie Han; des générations de savants ont débattu pour savoir si les moines bouddhistes sont arrivés par les routes maritimes ou terrestres de la route de la Soie.
L'hypothèse de l'arrivée par voie maritime est soutenue par l'universitaire chinois Liang Qichao et le sinologue Paul Pelliot. Selon cette version, le bouddhisme est introduit d'abord dans le sud de la Chine, dans la région du Yangzi Jiang et dans celle du fleuve Huai, où le roi Ying de Chu adore Laozi et Bouddha dès l'an 65. L'hypothèse de la route terrestre est, elle, soutenue par Tang Yongtong. Selon cette autre version, le bouddhisme se propage vers l'est via les Yuezhi et est pratiqué en premier dans l'ouest de la Chine, à Luoyang, capitale de l'empire, où l'empereur Mingdi fonde le Temple du Cheval blanc vers l'an 68.
Ces deux hypothèses ont été réexaminées par l'historien Rong Xinjiang, qui utilise une approche multidisciplinaire et s’appuie sur la recherche et les découvertes récentes, y compris les textes bouddhistes de la région du Gandhara. Ses conclusions sont les suivantes :

« Le point de vue voulant que le bouddhisme a été transmis à la Chine par la voie maritime manque relativement de matériaux convaincants et de soutien, et certains arguments ne sont pas suffisamment rigoureux [...] la théorie la plus plausible est que le bouddhisme est apparu dans la région du Grand Yuezhi, au nord-ouest de l'Inde (Ce qui correspond actuellement à l'Afghanistan et au Pakistan) et a pris les routes terrestres pour atteindre la Chine des Han. Après son entrée en Chine, le bouddhisme s'est mélangé très tôt avec le taoïsme et les arts ésotériques traditionnels chinois et son iconographie a fait l'objet d'un culte aveugle. »

#### Origines du bouddhisme
Dans ses commentaires, Fan Ye note qu'aucune des histoires histoires officielles précédentes, que ce soit le Shiji de Sima Qian ou le livre des Han de Ban Biao et Ban Gu, ne décrit le bouddhisme comme étant originaire d'Inde :

« Zhang Qian a seulement noté que “Ce pays est chaud et humide. Les gens montent sur des éléphants pendant les batailles”. Bien que Ban Yong explique qu'ils vénèrent le Bouddha et qu'ils ne tuent ni ne combattent ; il n'a rien écrit sur les textes excellents, le droit vertueux, les enseignements et les exemples méritoires. Quant à moi, voici ce que j'ai entendu : ce royaume est encore plus florissant que la Chine. Les saisons sont en harmonie. Des êtres saints y descendent et s'y rassemblent. Des grandes et dignes personnes surgissent là. Des merveilles étranges et extraordinaires se produisent, de telle sorte que la raison humaine y est suspendue. En examinant et en exposant les émotions, on peut aller au-delà des plus hauts cieux. »

Comme indiqué plus haut, dans le « Livre des Han postérieurs », c'est la partie concernant « Le Royaume de Tianzhu » qui résume les origines du bouddhisme en Chine. Après avoir noté que les émissaires de Tianzhu arrivent par la mer à travers Rinan (日南), ce qui correspond au Viêt Nam central et en rendent hommage à l'empereur Han Hedi (r 89-105) et à l'Empereur Han Huandi (r 147-167) ; il résume les premières «preuves tangibles» sur le prince Ying et l'histoire «officielle» de l'empereur Mingdi :

« Il existe actuellement une tradition voulant que l'empereur Ming a vu en rêve un grand homme d'or, dont le dessus de la tête brillait. Il a interrogé son groupe de conseillers et l'un d'eux a dit : "En Occident, il y a un dieu appelé Bouddha. Son corps est de seize  chi  de haut (3,7 mètres) et a la couleur de l'or véritable." L'empereur, pour découvrir la vraie doctrine, envoie quelqu'un à Tianzhu (nord-ouest de l'Inde) pour s'enquérir de la doctrine du Bouddha, après quoi des peintures et des statues du Bouddha apparaissent dans le Moyen Empire. »

« Alors Ying, le roi de Chu (Un royaume semi-autonome au sein de l'empire chinois que Ying a gouverné entre 41 et 71), a commencé à croire en cette Pratique, après quoi un certain nombre de personnes dans le Moyen Empire ont commencé à suivre ce Chemin. Plus tard, l'empereur Huandi (147-167) s'est consacré aux choses sacrées et a souvent fait des sacrifices au Bouddha et à Laozi. Les gens commencent peu à peu à accepter le bouddhisme et, plus tard, ils deviennent nombreux. »

## le bouddhisme et les traditions apocryphes

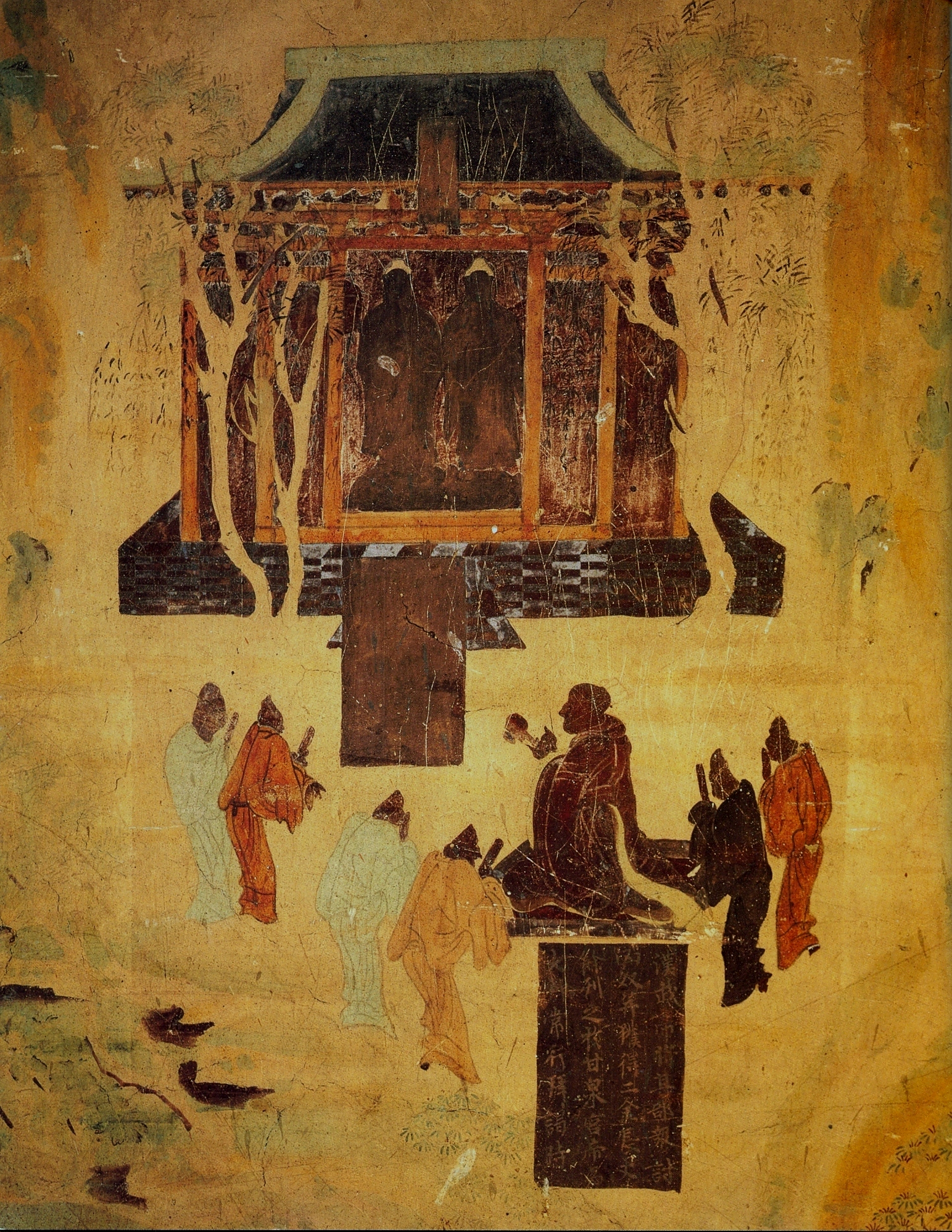
Fresque datant du VIIIe siècle découverte dans les grottes de Mogao, près de Dunhuang, dans le bassin du Tarim. Elle illustre la légende pseudo-historique de l'empereur Han Wudi vouant un culte aux hommes d'or/statues de Bouddha

Malgré les histoires chinoises laïques qui datent l'introduction du bouddhisme du Ier siècle, certains textes et traditions bouddhistes apocryphes revendiquent des dates antérieures pour cette introduction et la font remonter à la dynastie Qin (221 - 206 av. J.-C.) ou à la période des Han occidentaux (208 av. J.-C. - 9 apr. J.-C.).

### Dynastie Qin (221-206av. J.-C.)
Une histoire apocryphe, le Lidai sanbao ji (歷代 三寶 紀), qui apparaît pour la première fois en l'an 597, concerne un groupe de prêtres bouddhistes qui seraient arrivés en 217 av. J.-C. à Xianyang, près de Xi'an, la capitale de Qin Shi Huang, le premier empereur de Chine. Les moines, dirigés par le Shramana Shilifang, présentent des sutras au premier empereur, qui les fait jeter en prison :

« Mais durant la nuit, la prison fut ouverte par un homme d'or, de seize pieds de haut, qui les relâcha. Stupéfait par ce miracle, l'empereur baissa la tête à terre et s'excusa. »

L'encyclopédie bouddhiste élabore cette légende avec l'empereur Maurya Ashoka le Grand en « envoyant » Shilifang en Chine. À l'exception de Liang Qichao, la plupart des sinologues modernes rejettent cette histoire de Shilifang. Certains historiens occidentaux croient que l'empereur Ashoka a envoyé des missionnaires bouddhistes en Chine. Leur hypothèse se base sur le treizième édit d'Ashoka, qui enregistre des missions envoyées en Grèce, au Sri Lanka et au Népal. D'autres sont en désaccord, tel Paul Wiliams qui écrit que : « De ce que nous pouvons tirer des inscriptions, il [Ashoka] ignorait l'existence même de la Chine ».

### Dynastie Han
Il existe une tradition chinoise selon laquelle, en l'an 2 av. J.-C., un Yuezhi envoyé à la cour de l'empereur Han Aidi a transmis un ou plusieurs sutras bouddhistes à un érudit chinois. La version la plus ancienne est provient du Weilüe, l'histoire officielle du royaume de Wei, qui a été rédigée au milieu du IIIe siècle. Si le texte original est perdu depuis longtemps, il est cité dans les commentaires de Pei Songzhi des Chroniques des Trois Royaumes : « Les étudiants à l'académie impériale Jing Lu 景 盧 ont reçu de Yicun 伊 存, l'envoyé du roi des Grands Yuezhi, un enseignement oral concernant des (un) sutra (s) bouddhiste(s) ». Comme les histoires officielles de la dynastie Han ne mentionnent aucun contact entre l'empereur Han Aidi et les Yuezhi, les chercheurs ne sont pas d'accord entre eux pour déterminer si cette tradition « mérite d'être prise en considération », ou peut être « un matériel fiable pour la recherche historique ».

#### Le rêve de l'empereur Mingdi
Beaucoup de sources apocryphes racontent la « pieuse légende » de l'empereur Han Mingdi, rêvant de Bouddha, envoyant des hommes à Yuezhi, à une date qui, selon la version, peut-être l'an 60, 61, 64 ou 68. Puis, 3 ou 11 ans plus tard, ces hommes reviennent avec des textes sacrés et les premiers missionnaires bouddhistes, Kāśyapa Mātanga (Shemoteng 攝 摩 騰 ou Jiashemoteng 迦葉 摩 騰) et Dharmaratna (Zhu Falan 竺法蘭). Ces missionnaires traduisent le Sūtra en quarante-deux articles, en chinois. Selon la tradition, cette traduction date de l'an 67, mais elle date plus probablement d'après l'an 100. C'est également en leur honneur que l'empereur fait construire le temple du Cheval blanc (Baimasi 白馬 寺), marquant ainsi la naissance du bouddhisme chinois. Tous les récits du rêve de l'empereur Mingdi et de l'ambassade Yuezhi dérivent de l'introduction anonyme qui a été rajoutée au IIIe siècle au Sutra des quarante-deux articles. Par exemple, le Mouzi Lihuolun (fin du IIIe - début du Ve siècle) dit :

« Dans l'ancien temps, l'empereur Mingdi vit dans un rêve un dieu dont le corps avait l'éclat du soleil et qui volait devant son palais et il s'en réjouissait énormément. Le lendemain, il demanda à ses fonctionnaires : “Quel est ce dieu ?” Le disciple Fu Yi a dit : “Votre humble sujet a entendu dire qu'il y a en Inde quelqu'un qui a atteint le Tao et qui est appelé Bouddha, il vole dans les airs, son corps avait l'éclat du soleil, ce doit être ce dieu” »

Les universitaires ne sont pas d'accord sur l'historicité du rêve de l'empereur Mingdi. Tang Yongtong pense qu'il y a un fond de faits réels derrière la tradition, alors qu'Henri Maspero rejette totalement cette histoire et la qualifie de fiction de propagande.

#### L'empereur Wudi et l'Homme D'or
Voici un exemple flagrant de la façon dont les récits traditionnels du bouddhisme chinois ont parfois combiné l'histoire et la légende. Le «Livre des Han» rapporte qu'en 121 av J.-C., l'empereur Han Wudi envoie le général Huo Qubing attaquer les Xiongnu. Huo défait le peuple du prince Xiutu (休 屠), dont les terres se situent dans l'actuelle province du Gansu et a capture un homme d'or (ou doré) utilisé par le Roi de Hsiu-t'u pour adorer le Ciel. Le fils de Xiutu est fait prisonnier, mais finalement, il devient un des vassaux préférés de l'empereur Wudi, qui lui donne le nom de Jin Midi. Son nom de famille Jin (金), qui signifie "or", est supposé faire référence à ce fameux "homme d'or". La statue d'or est ensuite déplacée vers le temple de Yunyang (雲陽), qui se situe à proximité du palais royal d'été de Ganquan (甘泉); ce qui correspond actuellement à la ville de Xianyang au Shaanxi.
Le Nouveau Recueil des Contes du Monde, un texte écrit vers le VIe siècle, affirme que cet homme d'or avait plus de dix pieds de haut, et que l'empereur Han Wudi (141-87 av. J.-C.) lui a fait des sacrifices rituels dans le palais de Ganquan 甘泉, et que "c'est ainsi que le bouddhisme s'est progressivement étendu (en Chine). Une fresque datant du VIIIe siècle découverte dans les grottes de Mogao, près de Dunhuang, dans le bassin du Tarim, représente effectivement l'empereur Wudi adorant deux statues bouddhistes, identifiées comme étant les « hommes d'or » obtenus en 120 av. J.-C. par un grand général Han, lors de ses campagnes contre les nomades Xiongnu.
Malgré ce texte et cette fresque, ce récit est totalement faux d'un point de vue purement historique. En effet, même si l'empereur Wudi a créé la commanderie de Dunhuang à la suite de la guerre contre les Xiongnu, il n'a jamais adoré le Bouddha.